# Parry-Romberg-Syndrom

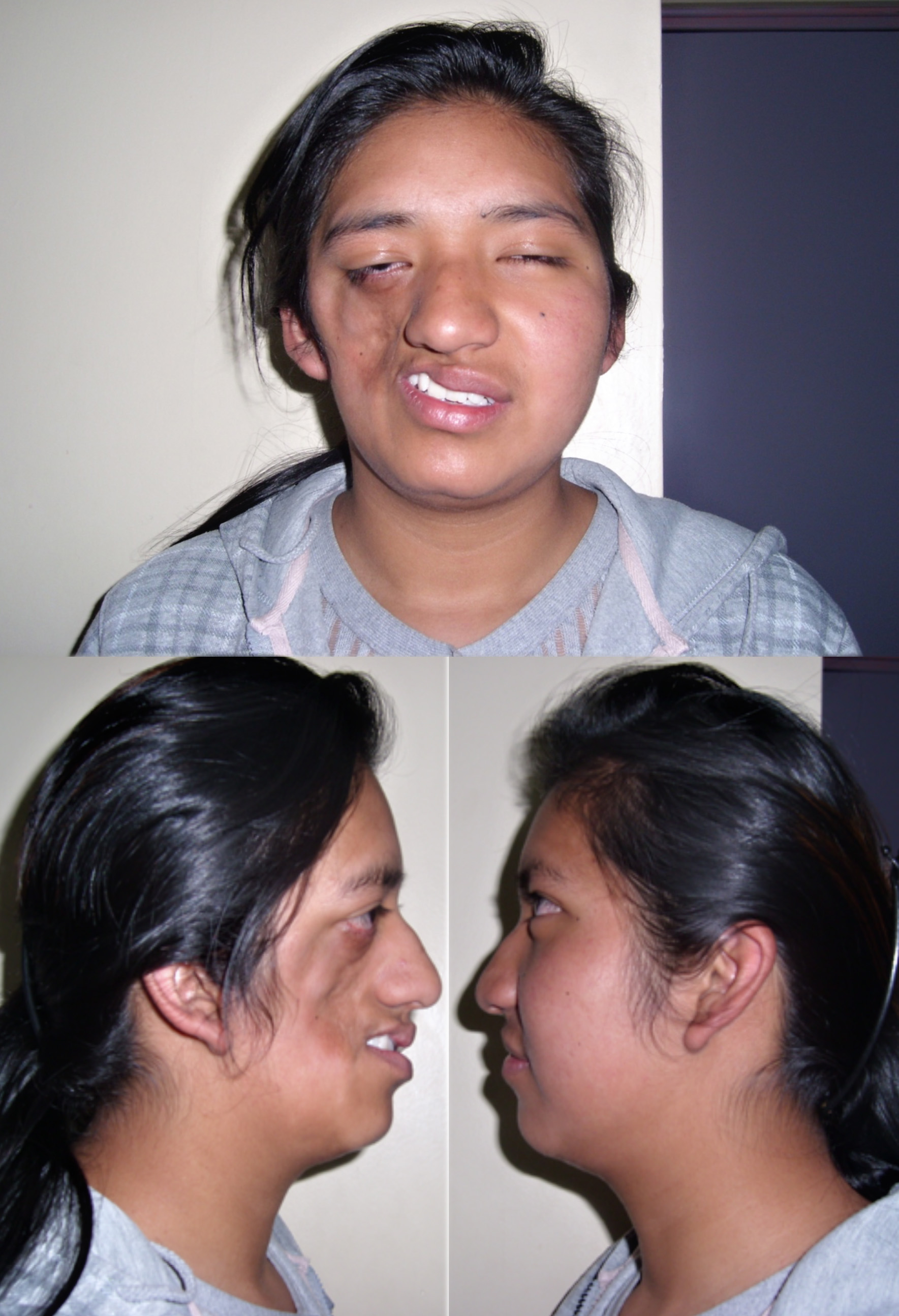
Eine 17-jährige Patientin mit Parry-Romberg-Syndrom.

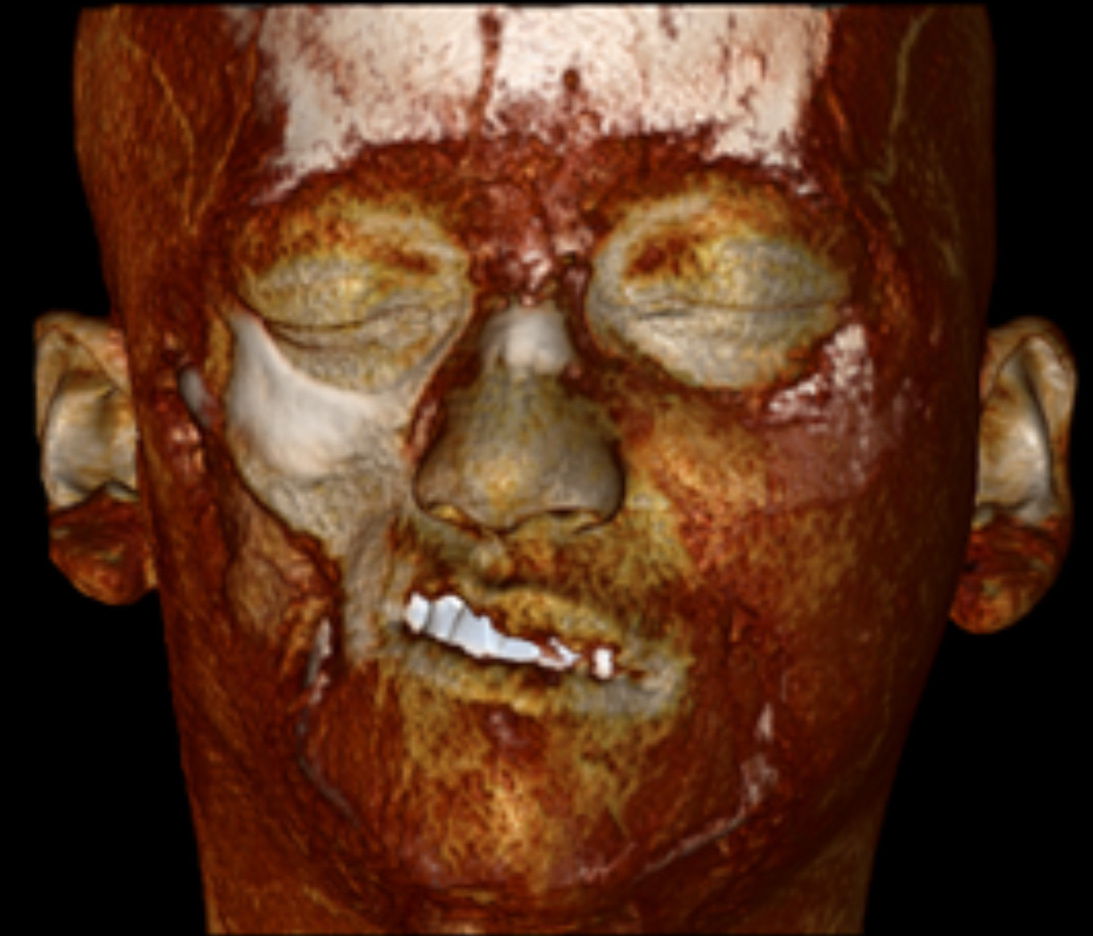
Eine 3D-Rekonstruktion eines CT-Scans derselben Patientin. Deutlich erkennbar ist die Schrumpfung des Fettgewebes und der Gesichtsmuskeln, bei – in diesem Fall – gesunden Gesichtsknochen.

Das Parry-Romberg-Syndrom, auch Hemiatrophia faciei progressiva (Progressive faciale Hemiatrophie), Halbseitiger Gesichtsschwund, Neurotische Gesichtsatrophie, Säbelhieb Allahs und Prosopodysmorphie genannt, ist eine seltene Erkrankung unklarer Ursache, bei der es typischerweise zu einer fortschreitenden halbseitigen Atrophie (Hemiatrophie) des Gesichts kommt. Die Erkrankung wurde nach den beiden Erstbeschreibern Moritz Heinrich Romberg und Caleb Hillier Parry benannt.

## Epidemiologie
Das Parry-Romberg-Syndrom ist eine sehr seltene Erkrankung, bei der die Krankheitshäufigkeit nicht bekannt ist. Sie tritt bevorzugt bei jungen Frauen auf (Gynäkotropie). Bei Erstmanifestation sind 75 % der überwiegend weiblichen Patienten unter 20 Jahre alt.

## Ursache
Die Ursache der Erkrankung ist unklar. Als Ursache werden Infektionen, insbesondere mit Borrelien, eine autoimmune Genese, Traumata und genetische Faktoren diskutiert. Als Anhalt für eine autoimmune Genese wird der Nachweis von antinukleären Antikörpern in mehr als der Hälfte der Fälle und der Nachweis von Rheumafaktoren in etwa einem Drittel der Fälle gewertet.

## Krankheitsbild
Die Erkrankung ist gekennzeichnet durch eine einseitige progressive Atrophie einiger bis aller Gewebe einer Gesichtshälfte. Initial kann eine Hypo- oder Hyperpigmentation der betroffenen Gesichtshaut bestehen. Sie wird als Sonderform der lokalisierten Sklerodermie (Morphea) der Haut angesehen, bei der im Gegensatz zum oberflächlichen Verlauf auch tiefe Gewebeschichten wie Fettgewebe, Muskulatur, Knorpel und Knochen beteiligt sein können. Eine Beteiligung der Extremitäten wurde beschrieben. Weitere assoziierte Veränderungen sind bandförmige, sogenannte lineare Sklerosierungen der Haut. Die Form dieser linearen Hautveränderungen wurde als säbelhiebartig beschrieben und erhielt den Namen „coup de sabre“.
Es können Migräne, Trigeminusneuralgie, fokale Epilepsien auftreten. Beschrieben wurden auch Depigmentation und Haarausfall auf der betroffenen Seite.

## Diagnostik
Die Diagnose wird unter Berücksichtigung der Anamnese und des klinischen Untersuchungsbefundes gestellt. Durch eine Bildgebung des Kopfes, (Magnetresonanztomografie (MRT) oder Computertomografie (CT)) und durch histopathologische Untersuchung der Haut kann die Diagnose gestützt werden. In der Computertomografie können bei Beteiligung des Gehirns Hypodensitäten und Verkalkungen nachweisbar sein. In der Magnetresonanztomographie kann ein Enhancement der weißen Substanz und der Hirnhäute nachweisbar sein.

## Therapie und Prognose
Das Parry-Romberg-Syndrom ist eine zunächst fortschreitende und im Verlauf selbstlimitierende Erkrankung. Im Durchschnitt dauert die Krankheitsaktivität 7 bis 9 Jahre. Eine definitive kurative Therapie für die aktive Phase der Erkrankung ist nicht bekannt. Allerdings gibt es zahlreiche Einzelfallberichte, bei denen verschiedene Medikamente und andere Therapieformen mit Erfolg zur Anwendung gekommen sind. Dazu gehören
- die Anwendung von Kortikosteroiden und anderen Immunsuppressiva,
- die Behandlung mit Antibiotika (zum Beispiel Penicillin und Ceftriaxon), insbesondere bei Nachweis einer Lyme-Borreliose,
- und die Anwendung von UV-A-Strahlen (PUVA).[9]

Wenn keine Krankheitsaktivität mehr nachweisbar ist, das heißt, wenn die Erkrankung nicht mehr fortschreitet, sind rekonstruktive und plastische chirurgische Maßnahmen möglich. Zur Anwendung kommt beispielsweise die gestielte freie Fettgewebeplastik, mit deren Hilfe die atrophe Gesichtshälfte rekonstruiert werden kann. Zudem wurde auch die Anwendung von autologer Lipoinjektion und von Fremdkörperinjektion (Hydroxyapatid-Granula) beschrieben.

## Weiterführende Literatur
- J. El-Kehdy, O. Abbas, N. Rubeiz: A review of Parry-Romberg syndrome. In: Journal of the American Academy of Dermatology, Band 67, Nummer 4, Oktober 2012, S. 769–784; doi:10.1016/j.jaad.2012.01.019, PMID 22405645. (Review).
- Andreas Bolgien: Die Geschichte der Trophoneurosen mit besonderer Berücksichtigung Moritz Heinrich Rombergs (1795–1873) und der Hemiatrophie. In: Würzburger medizinhistorische Mitteilungen, Band 25, 2006, S. 175–203.
- A. Kühne, T. Kyburz, G. Burg: Das Parry-Romberg Syndrom. In: Schweiz Med Forum, Band 5, 2005, S. 615–617; medicalforum.ch (PDF)
- E. Roller, J. Reifenberger, B. Homey, D. Bruch-Gerharz: Hemiatrophia faciei progressiva (Parry-Romberg-syndrome). In: Der Hautarzt, Band 57, Nummer 10, S. 905–906.